# 趙柔 (空手道運動員)
趙柔（1995年3月23日—）是一名臺灣女子空手道運動員。她曾在2014年韓國仁川亞運會女子68公斤級比賽中獲得銅牌。2018年，在印尼雅加達舉行的亞運會上，她在銅牌戰中不敵日本的染谷香予。
她在葡萄牙布拉加舉行的2016年世界大學空手道錦標賽上獲得女子團體項目銀牌。
在烏茲別克塔什干舉行的2019年亞洲空手道錦標賽上，她獲得女子68公斤級銅牌。2021年，她參加在阿拉伯聯合大公國杜拜舉行的世界空手道錦標賽女子68公斤級比賽。
2023年，她在馬來西亞麻六甲舉行的亞洲空手道錦標賽女子團體項目中獲得銅牌。2022年中國杭州亞運會上，她在女子68公斤級比賽中輸掉了銅牌戰。